# GP-25
Il GP-25 è un lanciagranate sottocanna di fabbricazione sovietica, attualmente usato dall'esercito russo, dalla stragrande maggioranza degli eserciti regolari mediorientali e da gruppi terroristici e paramilitari.

## Sviluppo
È stato sviluppato tra il 1975 e il 1978 sulla base degli esperimenti fatti negli ultimi periodi degli anni 60. Il risultato fu un lanciagranate maneggevole e leggero utilizzabile sugli AKM da 7,62 × 39 mm e sugli AK-74 da 5,45 × 39 mm.

## Munizioni
Utilizza granate a frammentazione da 40 mm VOG-25 e VOG-25p; la gittata è di circa 400m.